# スチールケース
スチールケース（Steelcase Inc. NYSE：SCS）は、アメリカ合衆国ミシガン州グランドラピッズを拠点とする株式会社。オフィス用家具の世界的メーカーである。日本法人は、日本スチールケース株式会社である。東京都港区南麻布に置かれている。

## 概要
1912年に創業。当時から、ユーザーの立場に着眼した商品デザインを目指し、耐火性を重視した鉄製のごみ箱、ファイル用キャビネットや金庫を取り扱っていた。
1914年に経営の多角化を開始し、オフィス家具の分野に進出。木製家具が主流だった時代に、鉄製の机などの家具を売り出し、オフィス家具のメーカーとして知られるようになる。以降、オフィス家具のメーカーとして成長する。
鉄製だけでなく、木製家具にも力を入れており、欧米では、オフィス用家具の分野で売上げ世界一のシェアを誇る。
オフィス家具の製造のみならず、ワークプレイスのコンサルティング分野においても注力しており、グローバルトレンドのリーダーとして知られている。

## 評価
- 2001年、フォーチュンのフォーチュン・グローバル500で、481位にランクされる。
- 2002年、フォーチュンが発表した、米国内で社会的責任のある「最も尊敬される企業」リストの第6位にランクされる。